# Stade Sergio Antonio Reyes
Le stade Sergio Antonio Reyes (espagnol : Estadio Sergio Antonio Reyes), appelé stade Miraflores jusqu'en 2010, est un stade de football basé à Santa Rosa de Copán au Honduras.
L'enceinte d'une capacité de 3 000 places accueille les matchs du Deportes Savio.